# Pölkenstraße 50 (Quedlinburg)

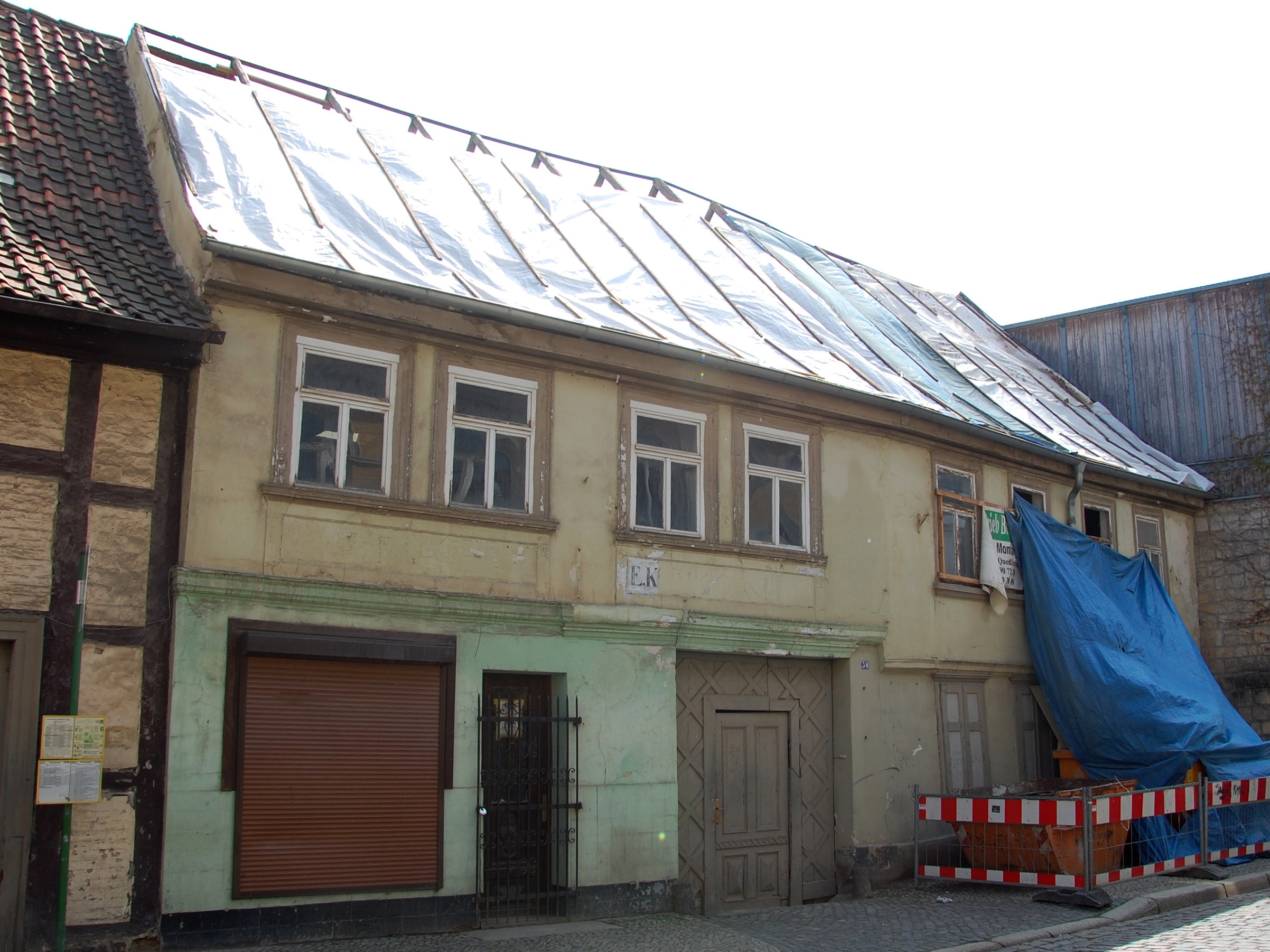
Vorderhaus des Grundstücks Pölkenstraße 50, Jahr 2014

Das Haus Pölkenstraße 50 ist ein denkmalgeschütztes Gebäude in der Stadt Quedlinburg in Sachsen-Anhalt.

## Lage
Es befindet sich in der historischen Neustadt Quedlinburgs auf der Ostseite der Pölkenstraße. Es gehört zum UNESCO-Weltkulturerbe. Im Quedlinburger Denkmalverzeichnis ist das Anwesen mit seinen Wirtschaftsgebäude eingetragen.

## Architektur und Geschichte
Der Denkmalschutz am Anwesen betrifft die hofseitige, aus kleinen Fachwerkgebäuden bestehende Bebauung. Sie entstand in der Zeit um 1700 und ist weitgehend original erhalten. Die niedrigen Bauten sind mit Lehm verputzt und mit einer Fußstrebe versehen.